# The Gaslight Anthem
The Gaslight Anthem est un groupe de punk rock américain, originaire de New Brunswick, dans le New Jersey. Leur premier album, Sink or Swim, est sorti aux États-Unis le 29 mai 2007, chez XOXO Records. Leur principale influence demeure le groupe de rock The Wallflowers avec qui Brian Fallon a eu l'occasion de monter sur scène pour interpréter plusieurs de leurs chansons sur leur tournée 2012.

## Biographie

### Origines
Brian Fallon était dans plusieurs groupes avant The Gaslight Anthem, le dernier étant This Charming Man. Le groupe effectue plusieurs changements de formation, avant de se composer de Brian Fallon, Mike Volpe, Benny Horowitz et Alex Levine. À ce stade, le groupe se rebaptise The Gaslight Anthem, après avoir changé de style musical. Après cela, Volpe quitte le groupe et Alex Rosamilia le rejoint, et les membres de The Gaslight Anthem restent inchangés.

### Sink or Swim(2007–2008)
Le premier album Sink or Swim est bien accueilli par les sites web indépendants tels que punknews.org, AbsolutePunk, et Spin.com. Un EP quatre titres, intitulé Señor and the Queen, est sorti le 5 février 2008 chez Sabot Productions.

### The '59 Sound(2008–2010)
Le deuxième album du groupe, The '59 Sound, est publié le 19 août 2008, chez SideOneDummy Records. Le disque est produit par Ted Hutt. L'album est élu album n°1 de 2008 par eMusic, et est félicité par Pitchfork. Le 6 août 2008, le groupe devient le premier à apparaître sur la couverture de Kerrang! sans avoir, au préalable eu un article à son sujet. Kerrang! le nomme « meilleur nouveau groupe que vous entendrez en 2008 ».
Au festival de Glastonbury, le 27 juin 2009, Bruce Springsteen rejoint le groupe sur scène lors de leur performance de The '59 Sound. À Londres, au Hard Rock Calling Festival, le 28 juin, le groupe est de nouveau rejoint par Springsteen sur scène et interprète de nouveau The '59 Sound.

### American Slang(2010–2011)
The Gaslight Anthem entre en studio avec le producteur Ted Hutt pour enregistrer leur deuxième album chez le label SideOneDummy. Le nouvel album du groupe, intitulé American Slang, est publié le 14 juin 2010 au Royaume-Uni, et le 15 juin 2010 aux États-Unis. Selon le chanteur Brian Fallon, l'écriture des chansons sur le nouvel album est différente de celle sur les précédents albums du groupe. Il nomme les Stones, Blues Breakers avec Eric Clapton et Derek and the Dominos comme influences.
Le 6 octobre 2011, The Gaslight Anthem annonce sur Facebook sa signature officielle avec Mercury Records. Ils déclarent qu'ils étaient désolés de quitter leurs amis à SideOneDummy, mais estimaient que le changement était nécessaire pour leur carrière musicale. Le 14 octobre 2011, The Gaslight Anthem a annoncé que leur dernier concert avant d'aller en studio pour enregistrer leur nouvel album serait le 9 décembre à Asbury Park Convention Hall.

### Handwritten(2012–2013)

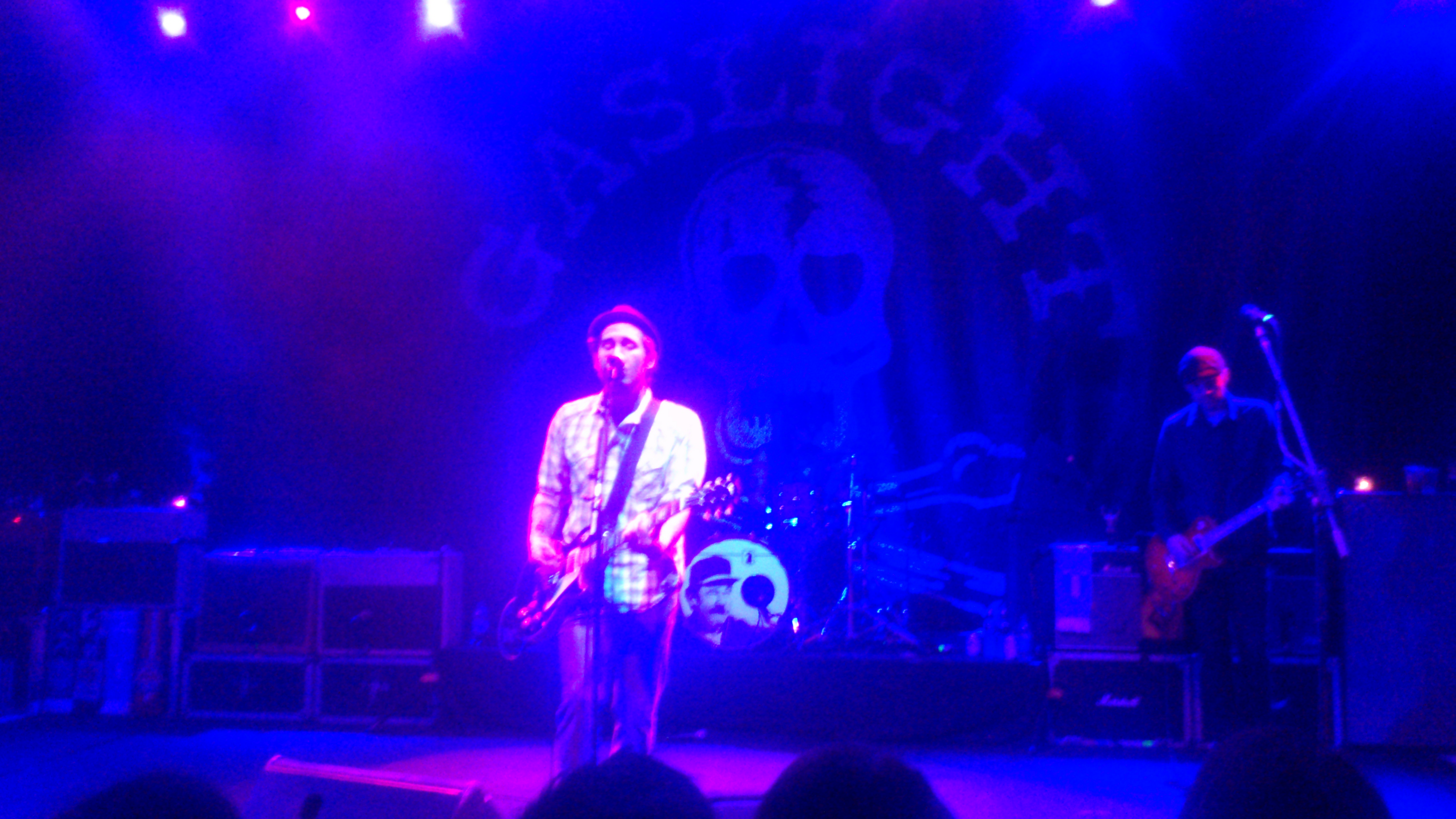
The Gaslight Anthem au Trädgår'n Göteborg, en Suède, en 2013.

Il a été annoncé le 22 février 2012, via le Twitter du groupe que le prochain album serait intitulé Handwritten. Le 25 avril 2012, le groupe annonce que le premier single extrait de Handwritten est appelé « 45 ».

### Get Hurtet pause (2014–2015)
Le groupe annonce le 4 juillet 2013, sur Tumblr, travailler sur un nouvel album en 2014. Fallon cite No Code de Pearl Jam comme inspiration pour ce prochain album.
Le 29 juillet 2013, des rumeurs circulent selon lesquelles le groupe serait en pause à la suite d'un message posté sur les réseaux sociaux par Brian Fallon. Après un concert à New York, celui-ci fait part de sa frustration quant au public qui réclame constamment des reprises de Bruce Springsteen. « Je m'appelle pas Bruce », ajoute-t-il.
Le groupe publie un coffret limité, Singles Collection: 2008-2011, en juin 2013. Il comprend des singles 7" gravés dans un coffret en bois. En décembre 2013, le groupe publie son premier DVD, Live in London, et un mois plus tard, en janvier 2014, The B-Sides], une collection de chansons acoustiques et lives.
Lors d'un entretien avec Rolling Stone, publié le 23 mai 2014, Fallon décrit de nouvel album complètement différent.
Le groupe se met en pause en 2015.

## Membres

### Membres actuels
- Brian Fallon - chant, guitare
- Alex Levine - basse, chœurs
- Benny Horowitz - batterie, tambourin, chœurs
- Alex Rosamila - guitare

### Membres de tournée
- Ian Perkins - guitare (2010-2015)

## Discographie

### Albums studio
- 2007 : Sink or Swim (XOXO Records)
- 2008 : The '59 Sound (SideOneDummy Records)
- 2010 : American Slang (SideOneDummy Records)
- 2012 : Handwritten  (Mercury Records)
- 2014 : Get Hurt (Island Records)
- 2023 : History Books (Rich Mahogany Recordings / Thirty Tigers)

### Compilations et Albums en public
- 2014 : The B-Sides (SideOneDummy Records) (Compilation de sessions acoustiques live et reprises de 2008 à 2011)

## Vidéographie
- 2013 - Live in London (Mercury Records) (Concert enregistré les 29 & 30 mars 2013 au Troxy à Londres)